# Afrogamasellus mitigatus
Afrogamasellus mitigatus är en spindeldjursart som först beskrevs av Berlese 1923.  Afrogamasellus mitigatus ingår i släktet Afrogamasellus och familjen Rhodacaridae. Inga underarter finns listade i Catalogue of Life.